# Rota dos Tropeiros

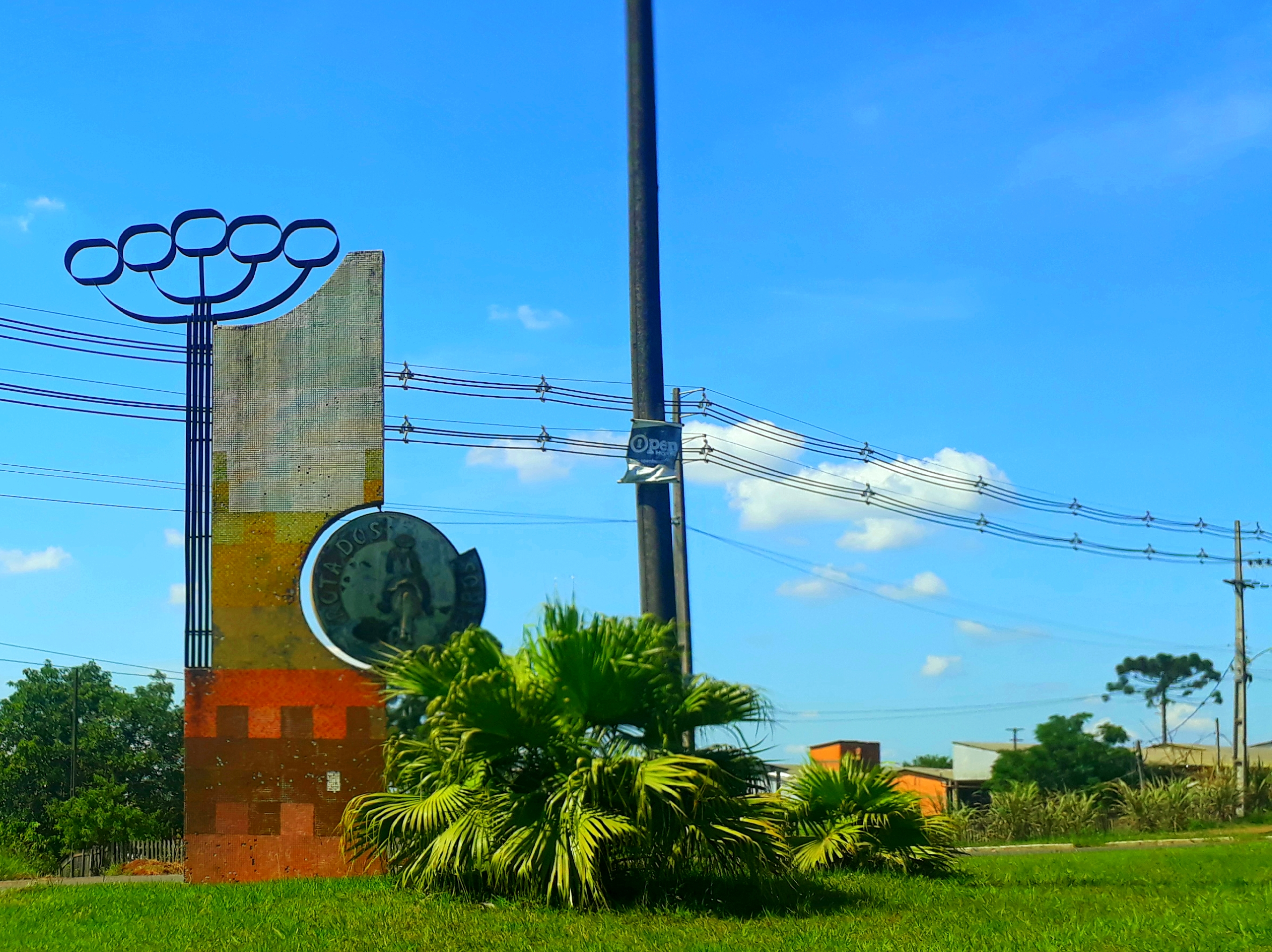
Monumento arquitetônico com o símbolo da Rota dos Tropeiros, em Telêmaco Borba, no Paraná.

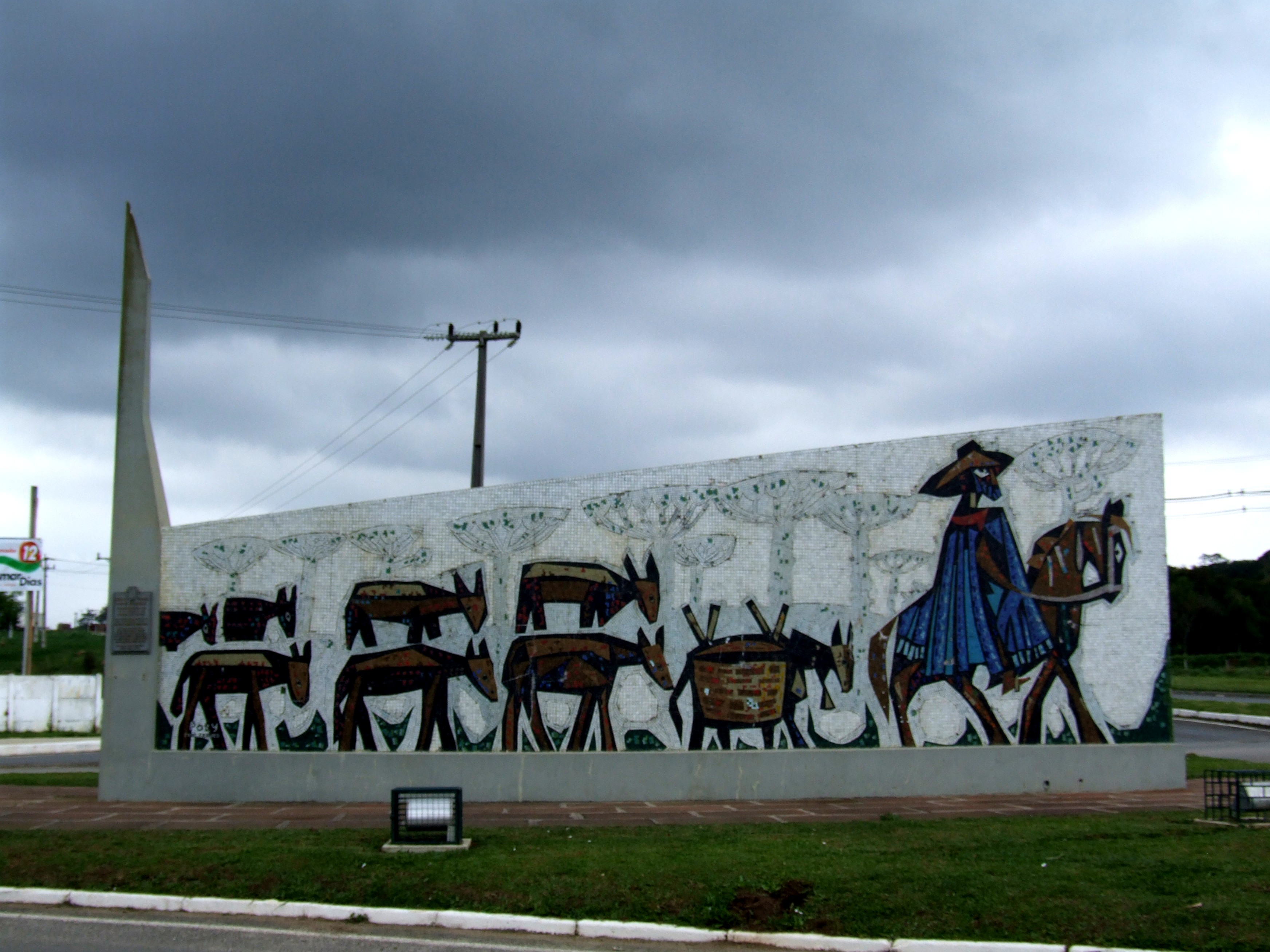
Monumento aos tropeiros, na cidade da Lapa, no Paraná.

A Rota dos Tropeiros é uma rota turística no Estado do Paraná, no Sul do Brasil. A rota é proveniente de uma antiga rota do Caminho das Tropas, pela consequência do Tropeirismo no Paraná. Aonde os tropeiros se abrigavam de um dia para o outro, foram se transformando em núcleos, que deram origem as vilas, sendo que muitos desses lugares hoje são cidades. A rota ganhou essa denominação dentro do Paraná, com objetivo de reunir cultura, tradições e história entre os municípios paranaenses, promovendo principalmente o turismo e a integração da região.

## História
Com o surgimento do Tropeirismo no Brasil, por volta do ano de 1730, florescia a comercialização de animais no sul do país. O movimento iniciado nos primórdios do século XVIII, permaneceu até a década de 1930, quando encerrou-se o ciclo.
Vindo do Rio Grande do Sul, as tropas, no Paraná se deparavam com condições privilegiadas, fartura em campos de pastagens, podendo permanecer até um período de seis meses. O destino final da comercialização de tropas de animais era Sorocaba, o percurso entre o sul e sudeste brasileiro ficou conhecido como Caminho das Tropas, Caminho de Viamão, Estrada do Sul ou ainda Estrada da Mata, mais tarde no Paraná designou-se ‘’’Rota dos Tropeiros’’’, localizada grandemente na região do Campos Gerais do Paraná.
Com o passar do anos, o fato de ocorrer as paradas das tropas, que era de grande necessidade, fez que nesses locais estratégicos, surgissem com o passar do tempo, pequenos núcleos populacionais, que iam se desenvolvendo, crescendo, ganhando força, surgindo assim muitas cidades. Embora o ciclo econômico do tropeirismo tenha dado como encerrado, ainda existe esse comércio e meios de negociações de tropas de animais, principalmente no interior.

## Projeto turístico
Em 1985, o Paraná participou de um "Protocolo de Intenções” entre o Ministério da Cultura, através da Secretaria do Patrimônio Histórico e Artístico Nacional - SPHAN/Pró-Memória - e organismos oficiais encarregados da preservação do patrimônio de quatro estados do Sul/Sudeste do Brasil: Rio Grande do Sul, Santa Catarina, Paraná e São Paulo. O principal objetivo era o desenvolvimento de uma ação conjunta para “identificar, preservar e revitalizar o patrimônio cultural dos Caminhos das Tropas”.
Em 1986, a Coordenadoria do Patrimônio Cultural da Secretaria de Estado da Cultura, elaborou junto aos técnicos de diferentes áreas do conhecimento – arquitetos, historiadores e antropólogos, um plano de trabalho que pretendia resgatar elementos, materiais e imateriais do patrimônio cultural paranaense, relativos ao “tropeirismo”. O estudo foi dividido em 5 módulos, compreendendo: Arquitetura de Fazendas dos Campos Gerais - análise de fazendas ainda existentes ao longo do antigo Caminho das Tropas. Memória e Cotidiano - identificar as formas do viver cotidiano, elementos culturais que, mesmo transformados, indicassem alguma relação com hábitos e costumes próprios ao tropeirismo. Evolução Urbana - análise da evolução da ocupação urbana das cidades paranaenses, originadas ou impulsionadas pelo tropeirismo. Posturas Municipais - busca de legislação e documentos que orientavam e organizavam a configuração espacial das cidades no século XIX, e o modelo de cidade que era então vigente. Depoimentos - resgate da história de vida e a memória de pessoas que tiveram envolvimento com o tropeirismo.
A Rota dos Tropeiros foi lançada finalmente em 2002 com o objetivo de alavancar o desenvolvimento econômico da região por meio do turismo. O então projeto se apropriava de um dos principais fatores históricos do Paraná, o tropeirismo. Com base nesta temática, o projeto foi idealizado em uma abordagem cultural, buscando resgatar elementos e reunir as diferentes representações sociais de interesse turístico. Na sua implantação e desenvolvimento, o projeto reuniu uma equipe com diversos profissionais, como agentes de instituições públicas e privadas e empreendedores. Assim foi pensado e discutido como melhor construir o roteiro e atingir os principais alvos.
Neste sentido, foram desenvolvidas iniciativas que promoveram as transformações de bens culturais, que passaram da condição de apenas bens históricos para atrações turísticas, promovendo assim mudanças na percepção do patrimônio regional através de uma política de equipamentos culturais e turísticos em um território. O objetivo da rota é delimitar esse território que reunisse os municípios que abordassem a mesma temática do produto turístico (tropeirismo). No processo de caracterização desta área, buscou-se nos municípios da região dos Campos Gerais e ao sul da região metropolitana de Curitiba encontrar essa herança cultural, que pudessem juntos trabalhar uma mesma identidade regional, com mais enfoque no turismo rural do que no turismo urbano.
Um dos maiores desafios era em reunir os municípios que, por ora, possuíam diferentes vocações econômicas e uma diversificada influência cultural. Algumas cidades já tradicionalmente destacam mais as influências históricas e culturais de imigrantes, por exemplo, alemães, poloneses ou holandeses, que ajudaram a colonizar a região. Sendo assim, ainda é possível observar uma resistência de certos municípios em pertencerem a rota turística, embora possuem inúmeros vestígios, mesmo que fragmentados ou superficiais, relacionados ao tropeirismo. Contudo, cabe salientar que nem todos os municípios compreendidos pelo projeto Rota dos Tropeiros elegem o tema “tropeirismo” como “marca” de sua identidade.
Somente em 2004 foi lançado o “Programa de Regionalização do Turismo – Roteiros do Brasil”, iniciativa federal com a finalidade de melhor estruturar, organizar, ampliar, diversificar e qualificar a oferta turística de forma regionalizada, através da estruturação de roteiros integrados entre municípios.

## Municípios

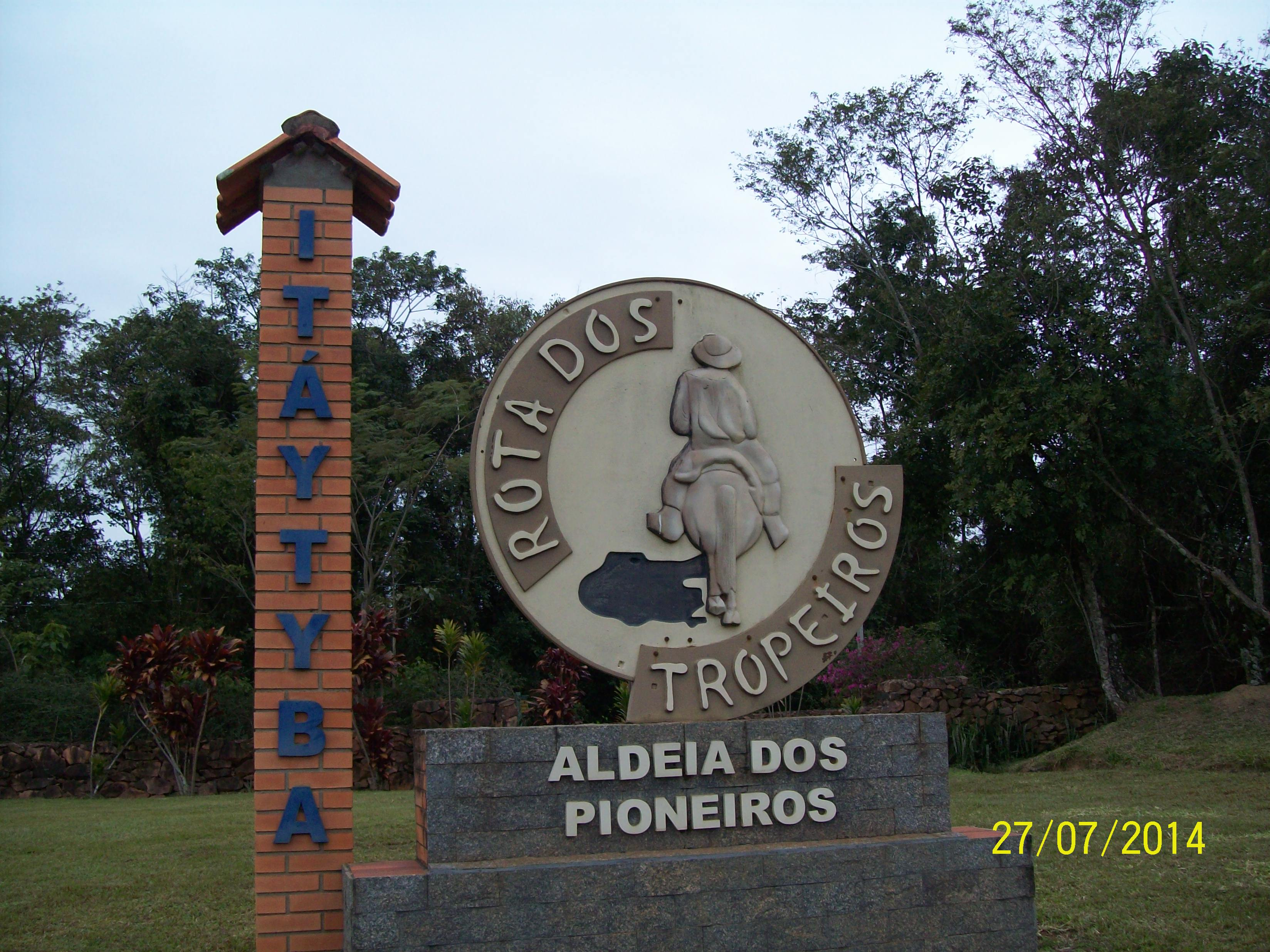
Monumento arquitetônico não oficial com o símbolo da Rota dos Tropeiros, em Tibagi, no Paraná.

A Rota dos Tropeiros envolve dezesseis municípios localizados na Região Metropolitana de Curitiba e Campos Gerais, que são ligados por mais de oitocentos quilômetros e 21 rodovias. Conforme previsto no projeto, na entrada principal de cada cidade foi implantado um monumento arquitetônico para produzir um “pórtico de identificação” com o símbolo da rota. Ao percorrer a rota, o roteiro pode ser iniciado em Rio Negro, passando por paisagens de Campo do Tenente, Lapa, Porto Amazonas, Balsa Nova, Campo Largo, Palmeira, Ponta Grossa, Carambeí, Castro, Tibagi, Telêmaco Borba, Piraí do Sul, Arapoti, Jaguariaíva e concluindo em Sengés. Mais de 100 municípios paranaenses possuem algum tipo de ligação com o tropeirismo. No entanto, para caracterizar geograficamente a rota, foram selecionados os municípios com maior ligação histórica para então viabilizar este produto turístico:
- Arapoti
- Balsa Nova
- Campo do Tenente
- Campo Largo
- Carambeí
- Castro
- Jaguariaíva
- Lapa
- Palmeira
- Piraí do Sul
- Ponta Grossa
- Porto Amazonas
- Rio Negro
- Sengés
- Telêmaco Borba
- Tibagi

## Regulamentação

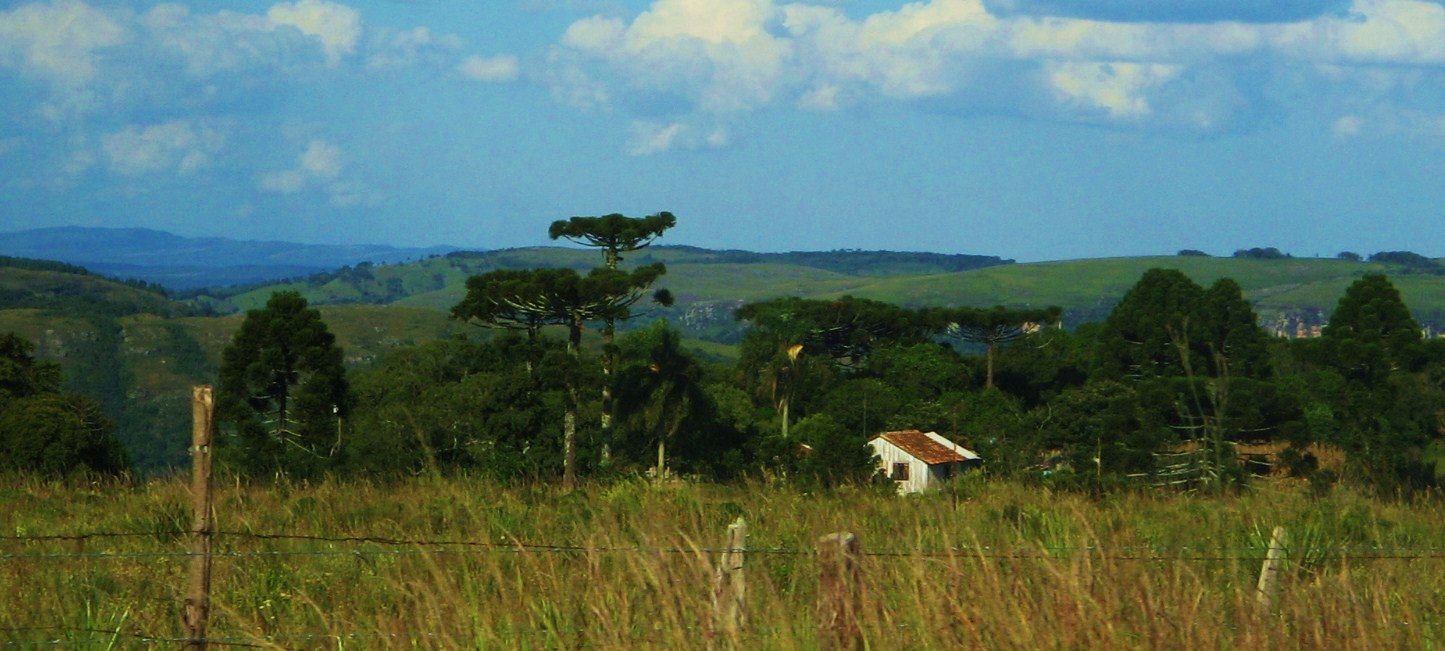
Propriedade rural na localidade do Guartelá, em Tibagi.

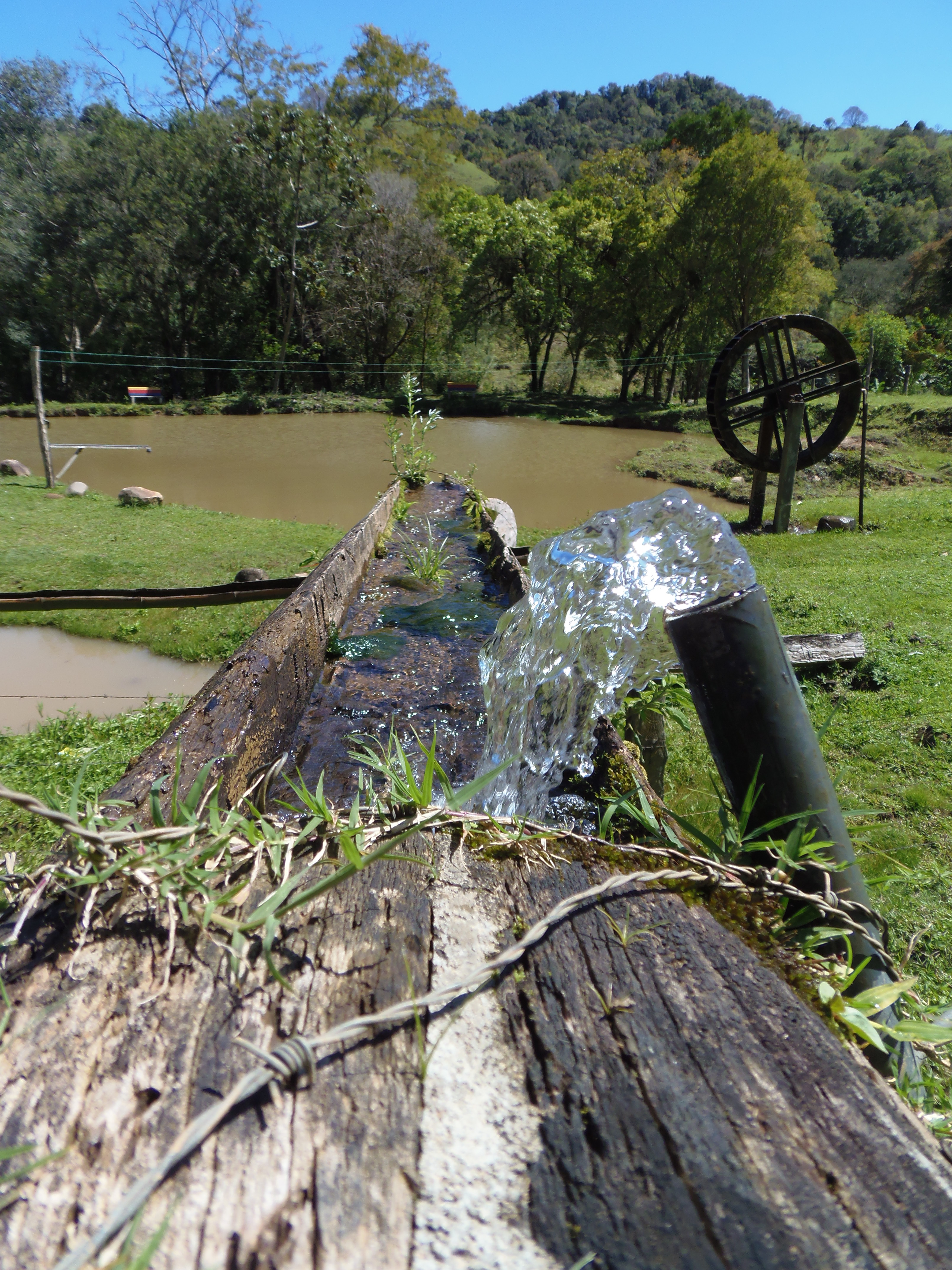
Paisagem de uma propriedade rural em Castro.

Em 27 de setembro de 2017 o governo do Paraná regulamentou por meio da Lei 19.141 a atividade de turismo rural como atividade rural na Rota dos Tropeiros. A iniciativa firmou diretrizes aos estabelecimentos que compõe a rota para serem considerados turismo rural, oferecendo mais segurança aos empreendedores.
Na Rota dos Tropeiros a atividade de turismo rural podem ser vinculada ou não à exploração de atividade agropecuária. As atividades são classificadas em: administração de hospedagem em meio rural; fornecimento de alimentação e bebidas em restaurantes e meios de hospedagem rurais; organização e promoção de visitas a propriedades rurais produtivas ou propriedades rurais inativas de importância histórica; exploração de vivência de práticas do meio rural; exploração de manifestações artísticas ou religiosas no meio rural.

## Turismo
O turismo na região embora seja diversificado e muito apreciado, é ainda pouco explorado e divulgado. A temática tropeira como forma de produto turístico ainda é recente e se sobrepõe com outros segmentos turísticos consolidados ou em ascensão na região como: turismo gastronômico, turismo rural, turismo de negócios e eventos, turismo técnico científico, turismo industrial, ecoturismo.

### Atrativos culturais

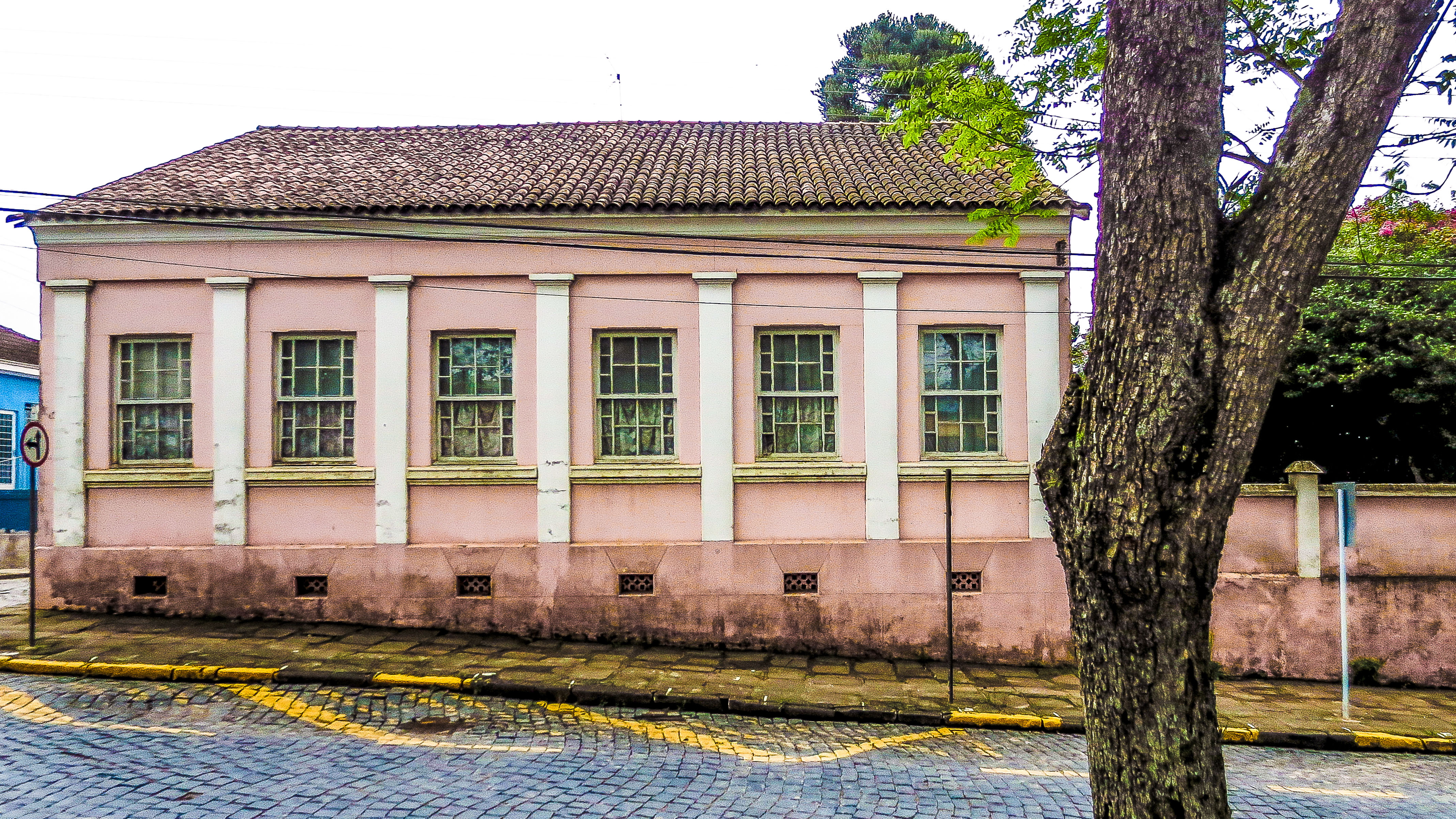
Conjunto arquitetônico localizado na antiga rua das tropas, na cidade da Lapa.

Grande é a herança cultural nas regiões que os tropeiros passaram no Paraná. Criou-se uma língua de entendimento, novos hábitos de alimentação, de vestir, de musicalidade, de religiosidade, folclore, práticas de medicina, organização social como as conquistas que mudaram o sul do país. No Paraná, ficou instituída pela Lei n° 14356 de 2004 a primeira semana do mês de outubro como sendo a “Semana do Tropeiro” e, o dia 5 de outubro, o “Dia do Tropeiro”.

### Atrativos religiosos

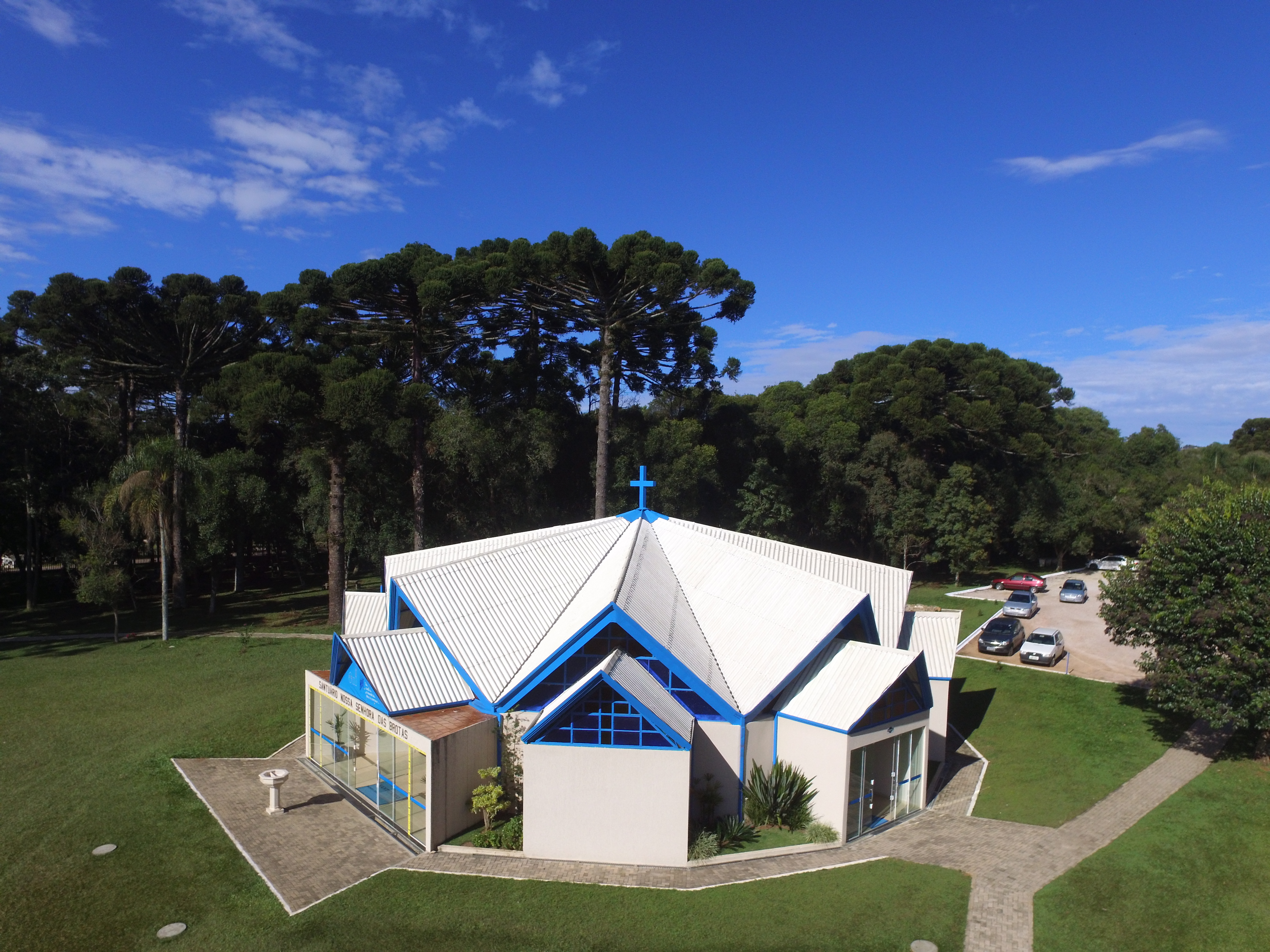
Santuário de Nossa Senhora das Brotas, padroeira de Piraí do Sul, do Caminho das Tropas e da Rota dos Tropeiros.

A crença é uma das características mais marcantes na rota, fazendo que com a fé seja também uma herança dos tropeiros. A religiosidade rural e campeira do interior do Paraná herdou traços tradicionais com base na formação católica apostólica romana. A maioria dos tropeiros eram cristãos católicos e ajudaram a formar diversas edificações religiosas, igrejas, cerimônias, festas, eventos religiosos e atrações. Em 2004, Nossa Senhora das Brotas foi conclamada padroeira da Rota dos Tropeiros. Os principais atrativos religiosos da rota são:
- Capela de Santa Bárbara do Pitangui - Ponta Grossa[18]
- Capela do Mosteiro – Campo do Tenente[16]
- Gruta do Monge - Lapa[19]
- Santa do Paredão - Jaguariaíva[20][21]
- Santuário Senhor Bom Jesus da Pedra Fria - Jaguariaíva[21][22]
- Santuário do Senhor Bom Jesus do Monte (14 capelinhas de pedra) - Palmeira[2]
- Mosteiro da Ressureição - Ponta Grossa[15]
- Santuário de Nossa Senhora das Brotas - Piraí do Sul[15]

### Atrativos gastronômicos

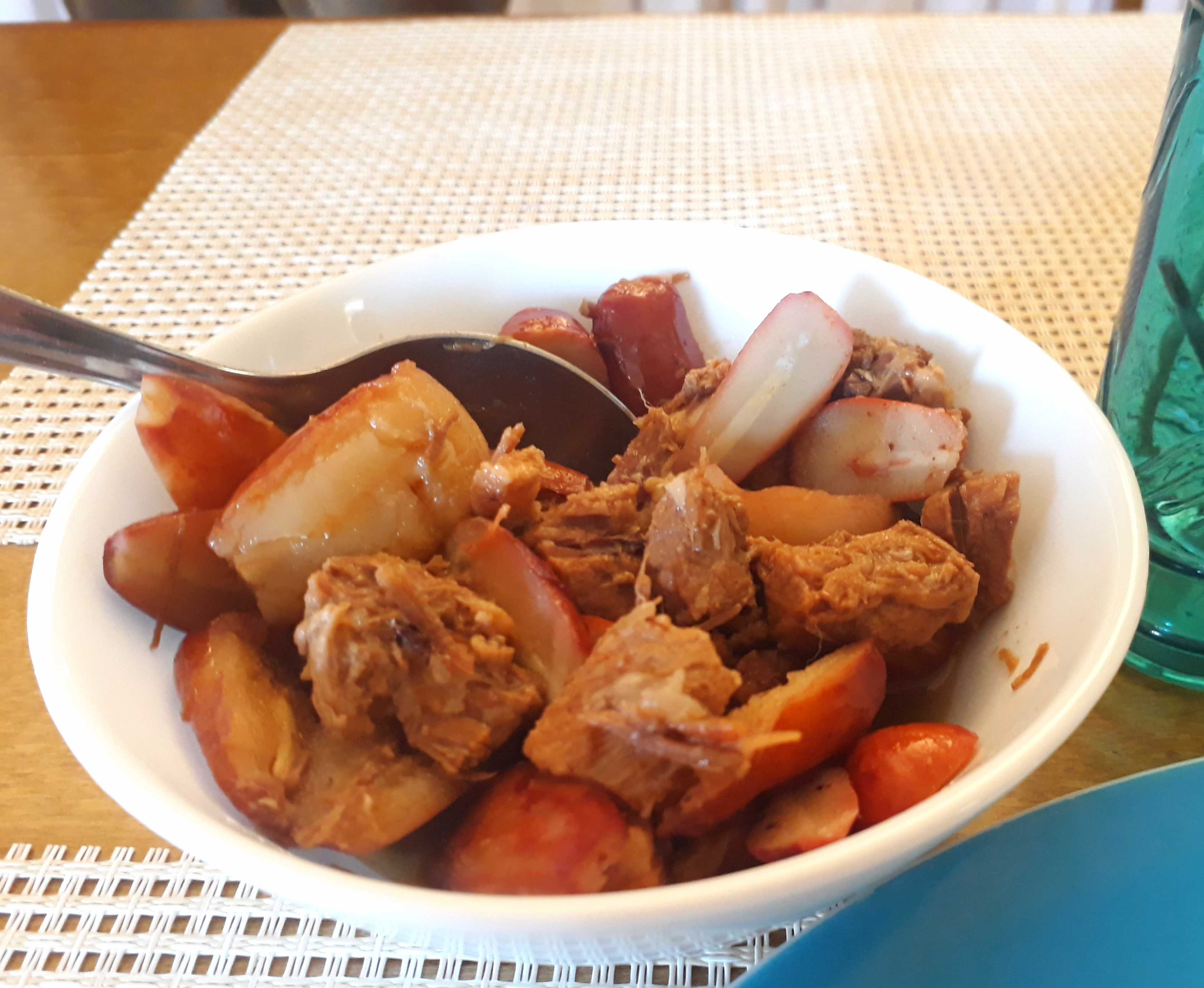
Prato servido com entrevero de pinhão.

Ao anoitecer os tropeiros se reuniam para comer e esperar a noite passar, descansando junto ao fogo, tomando bebidas quente, contando os “causos”, histórias e lendas, acomodando-se para repousar. A gastronomia tropeira está presente em muitos municípios, até mesmo aqueles que nem pertence a Rota dos Tropeiros, mas por uma razão ou outra, também sofreu influências.
Há muitas opções de restaurantes e fazendas localizadas na rota que oferecem cardápios diversificados, baseando-se na tradicional culinária tropeira. Os principais ingredientes utilizados na culinária tropeira eram oriundos da própria região, como o uso de pinhão. A base da comida tropeira era o arroz, o feijão-preto, a farinha e a carne salgada desfiada, conhecida também como charque, normalmente trazida do Rio Grande do Sul. Entre os principais pratos que eram preparados estão o virado, o feijão tropeiro, o arroz com carne seca, a paçoca de carne e o entrevero de pinhão. Já as bebidas mais utilizadas eram o chimarrão e o café tropeiro.

## Galeria

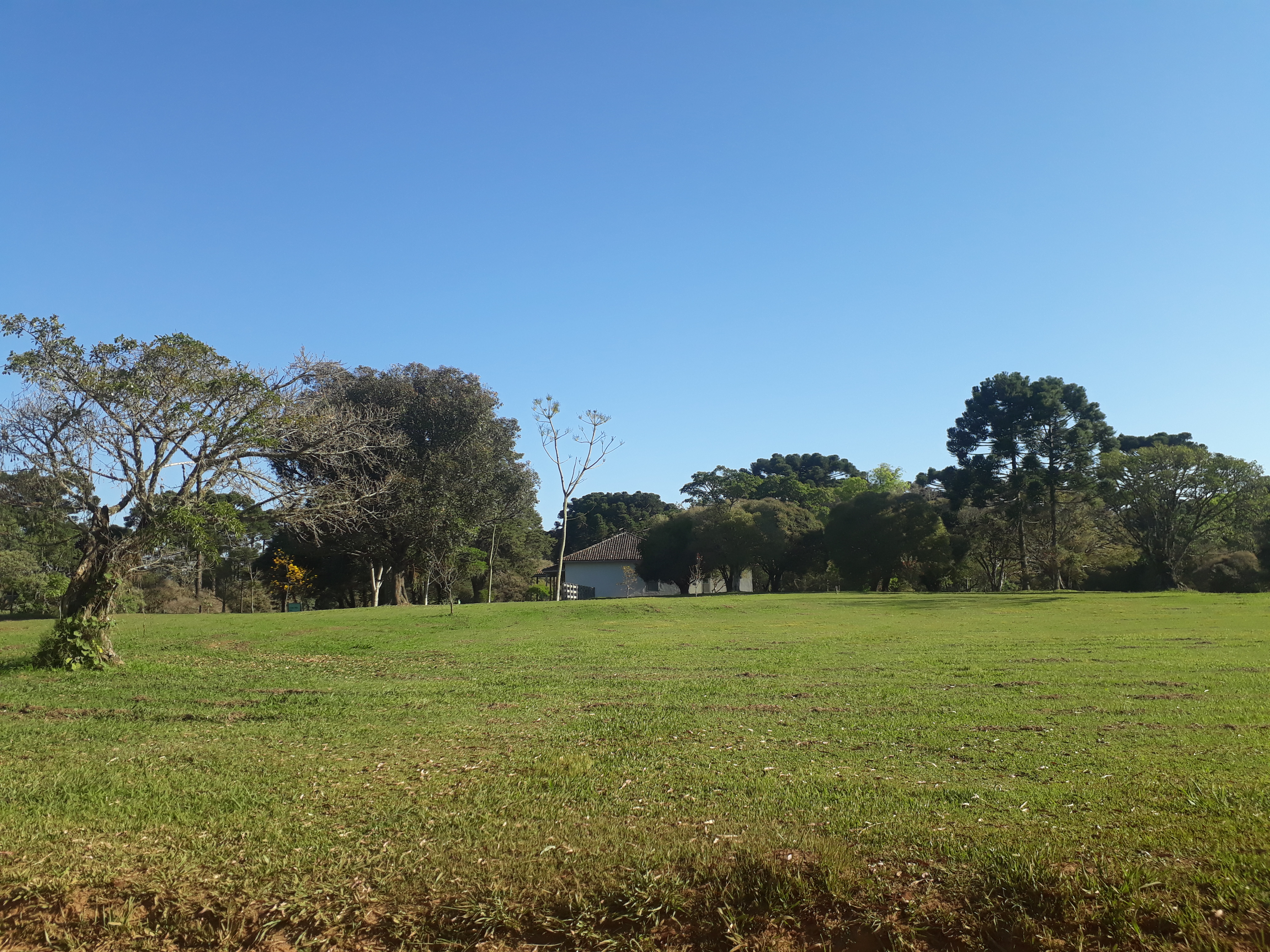
Vista do casarão da Fazenda Velha, espaço preservado no município de Telêmaco Borba.
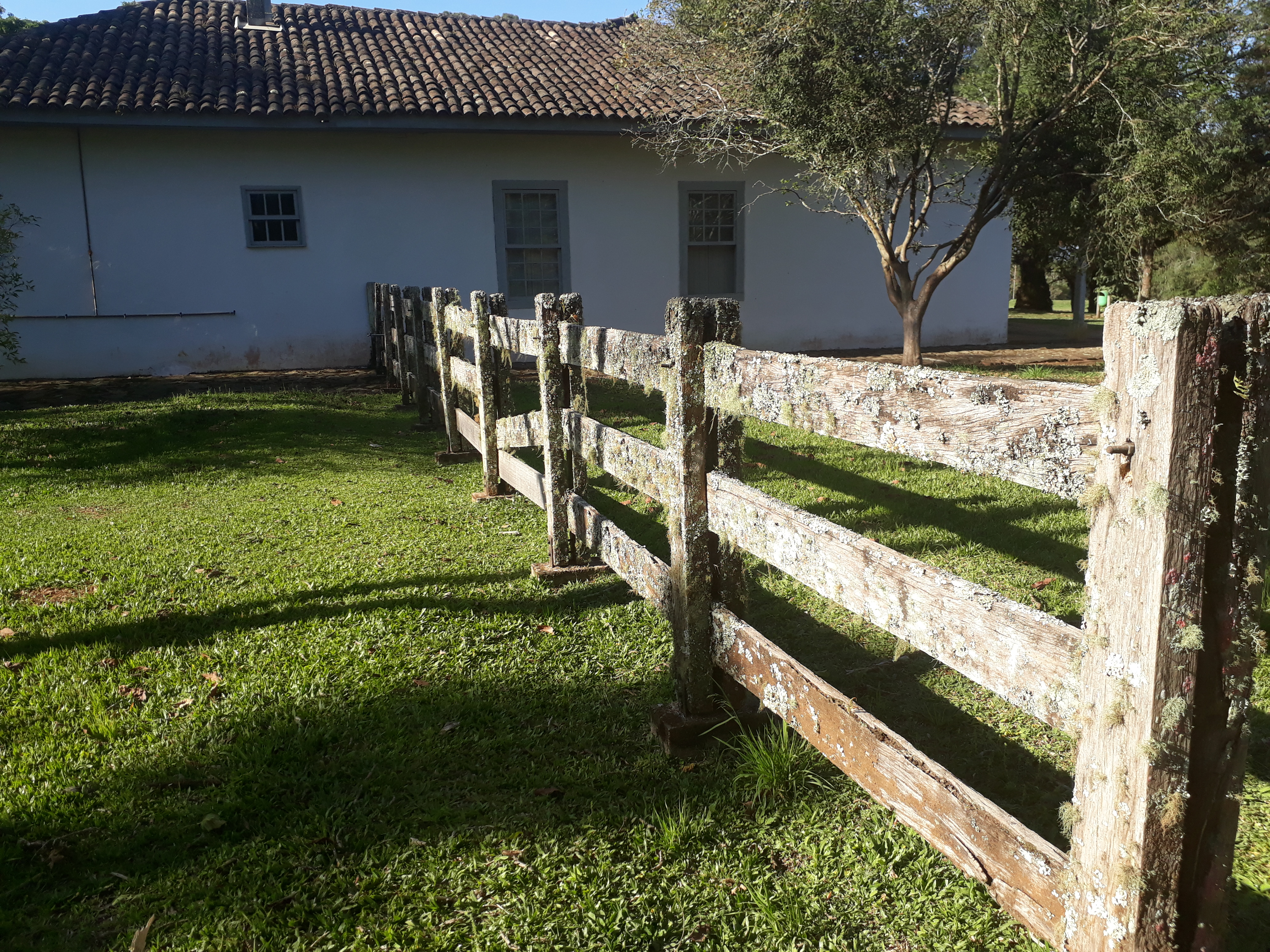
Casarão da Fazenda Velha em Telêmaco Borba.
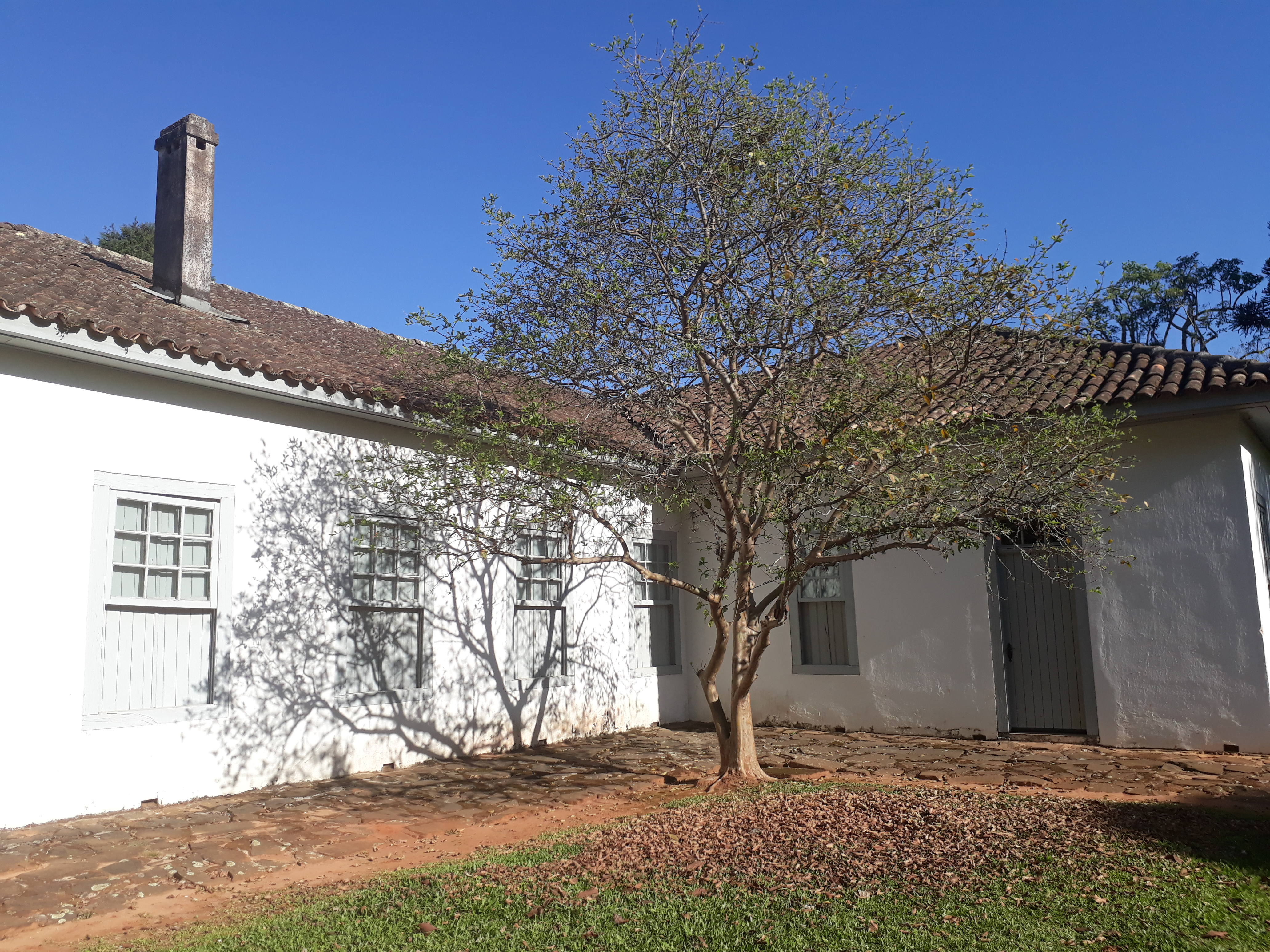
Antiga sede da fazenda Monte Alegre (Fazenda Velha), em Telêmaco Borba.
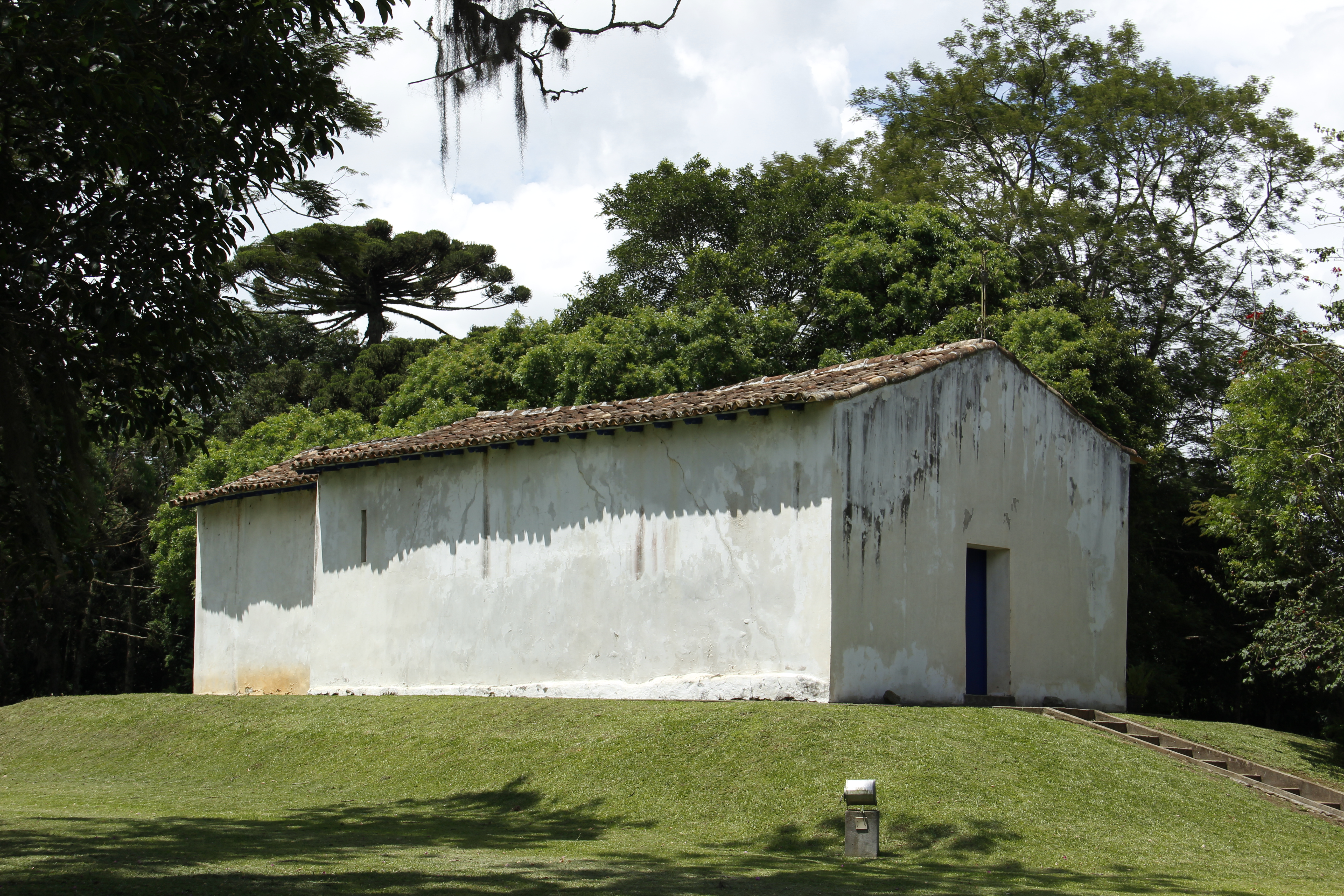
Capela Santa Bárbara do Pitangui, em Ponta Grossa.
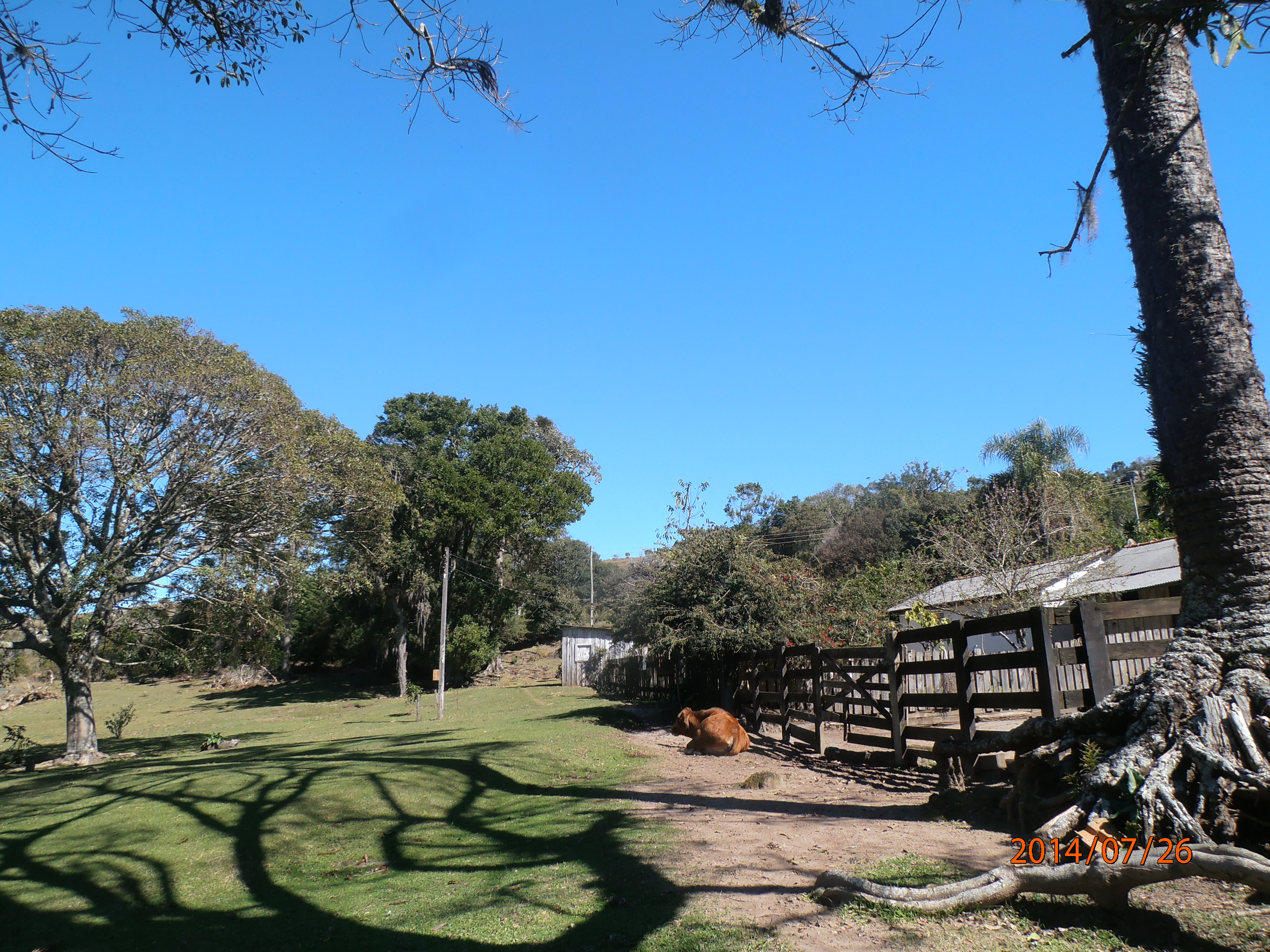
Típica pequena propriedade rural em Tibagi.
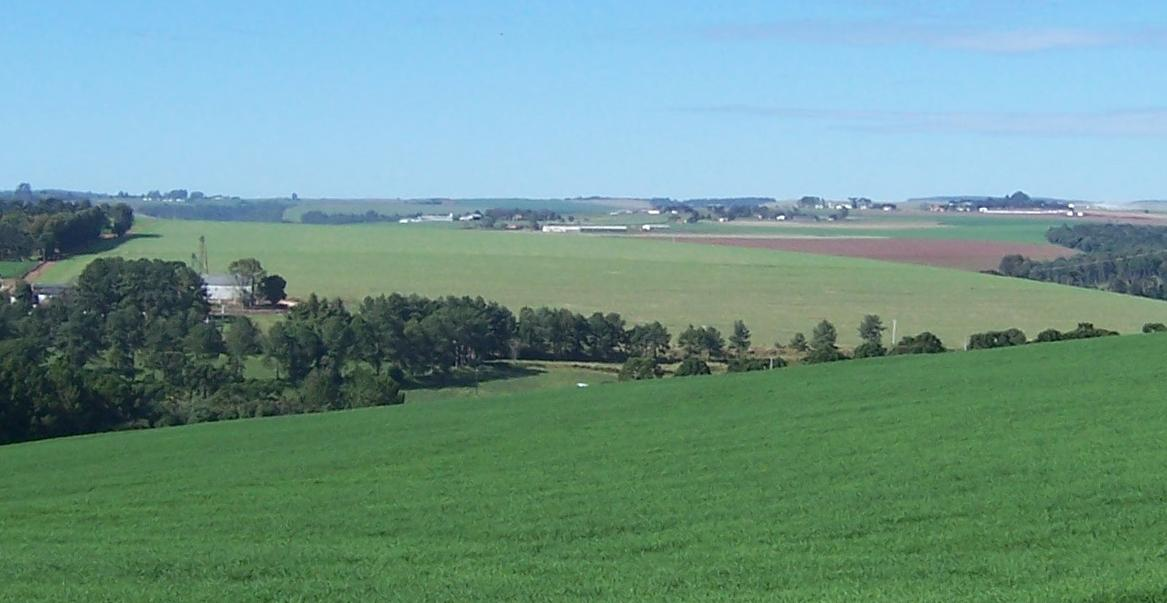
Paisagem rural típica em Arapoti.